# Pardines (Algemesí)
Pardines era un antic poblat o alqueria d'origen musulmà situat en l'actual terme municipal d'Algemesí, al País Valencià. D'aquest assentament només en queda un fragment d'un mur en els voltants de la CV-516, coneguda com la carretera d'Albalat.

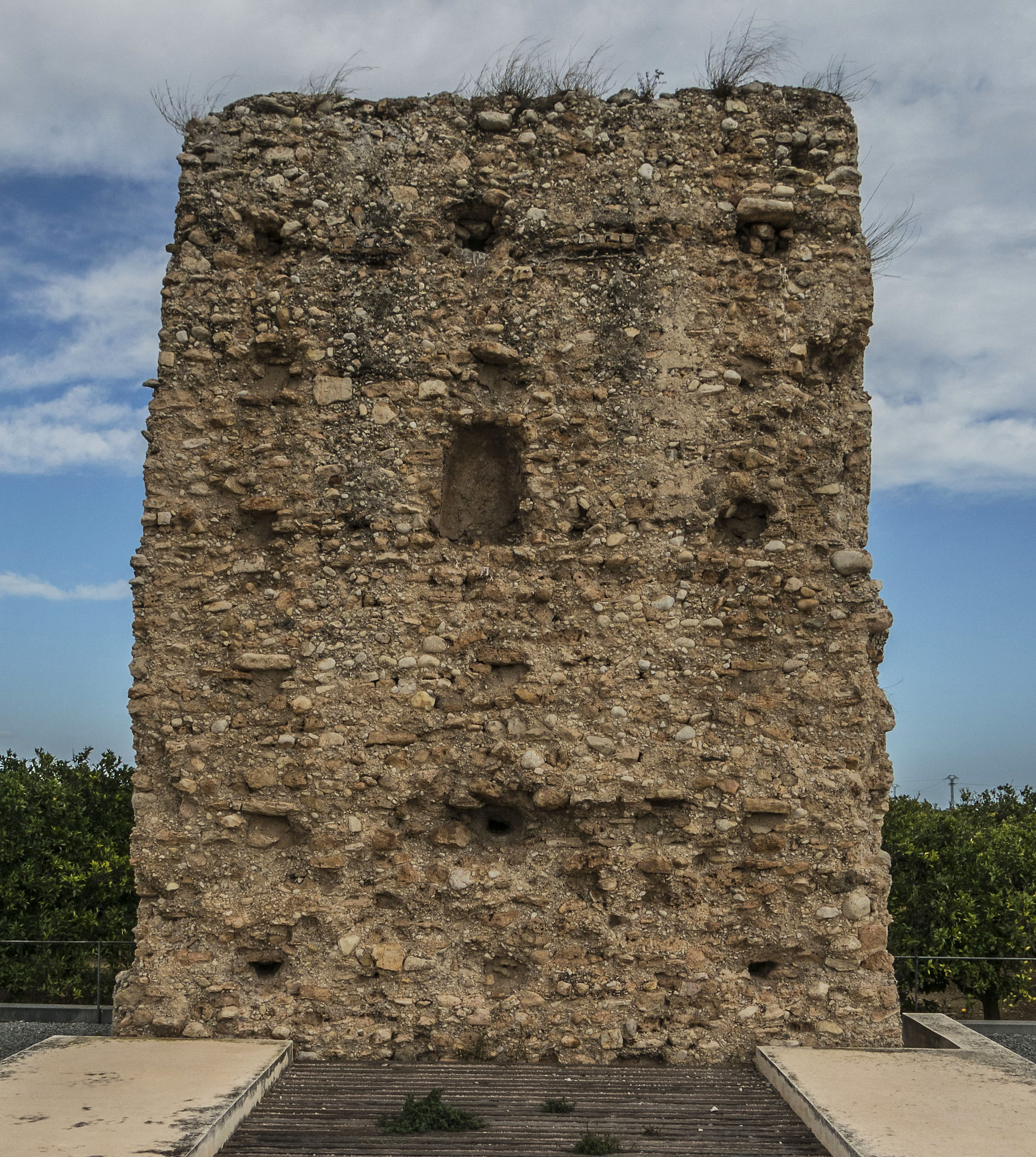
Paret de Pardines, úniques restes que romanen d'aquest poblat.

No ha de confondre's amb l'actual municipi de Pardines, ubicat a Girona, amb el que no guarda cap relació.

## Història
Les primeres referències sobre Pardines ens arriben dels temps de Jaume I, en el Llibre del Repartiment. L'alqueria va pertànyer al marqués de Bèlgida i després va formar part del senyoriu del comte de Cocentaina, juntament amb Cotes. Segons l'historiador Escolano, va arribar a tindre unes 70 cases de famílies cristianes i estava emmurallat. No obstant això, era propens a patir inundacions i epidèmies com la resta, per la qual cosa va acabar per abandonar-se completament cap al segle XVIII. Els seus territoris van ser incorporats a Algemesí al segle XIX. L'únic vestigi que hi queda d'aquest despoblat és un mur d'uns 7 metres d'alt que, suposadament, va pertànyer a l'església del lloc. Aquest mur es troba en la CV-516, la carretera que va d'Albalat de la Ribera a Algemesí. De fet, el retaule renaixentista d'aquesta església es conserva actualment a la basílica menor de Sant Jaume d'Algemesí. D'altra banda, no és l'única alqueria abandonada que va haver-hi en el terme, també van existir unes altres com Cotes, Segrenya, Fàtima, Xètxena, Fentina, etc., topònims que actualment es conserven com a noms de partides i terrenys de camps a Algemesí.
Com a testimoniatge de la importància que aquesta alqueria va arribar a tindre, fins al segle XIX la veïna localitat d'Albalat de la Ribera es deia oficialment Albalat de Pardines. Quan va quedar deshabitada, gran part de la població es va traslladar precisament a Albalat.
Entre els anys 2000 i 2001 es van realitzar unes excavacions en els voltants del mur que van revelar restes no només islàmiques, sinó també romanes, les úniques d'Algemesí.